# Lea Toran Jenner

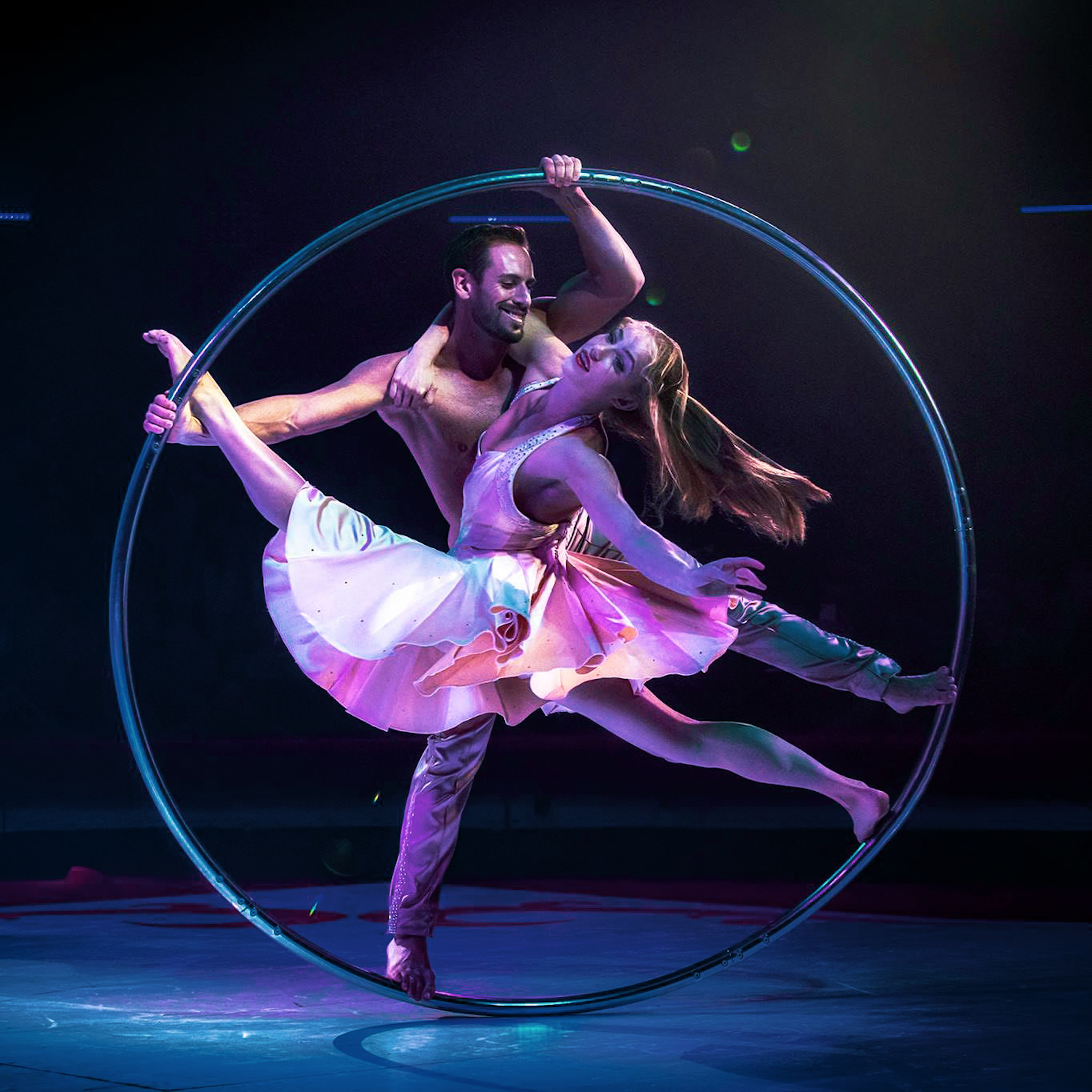
Duo Unity mit dem Cyr Wheel (2019)

Lea Toran Jenner (* 16. April 1992 in München, Deutschland) ist eine deutsch-spanische Artistin. Sie gewann auf dem Festival Mondial du Cirque de Demain in Paris die Bronzemedaille und war u. a. von 2017 bis 2018 fest im „Moulin Rouge“ angestellt. 2024 wurde sie im niederländischen Almere Weltmeisterin im Cyr für Spanien. 

## Werdegang
Lea Toran Jenner wurde als erstes Kind einer deutschen Mutter und eines spanischen Vaters in eine Akademikerfamilie geboren und hat einen jüngeren Bruder. Seit ihrem fünften Lebensjahr trainiert sie, erst in der Disziplin Turnen und später Sportaerobic. Sie wuchs in Ulm auf und besuchte das Schubart-Gymnasium, welches sie im Alter von 19 Jahren mit dem Abitur abschloss.
Von 2011 bis 2014 besuchte sie die „Ecole Nationale de Cirque“ in Montreal. Während ihrer Zeit auf der Artistenschule lernte Jenner ihren heutigen kanadischen Duo-Partner Francis Perreault kennen. Sie trainieren seit 2012 und performen seit 2015 zusammen als „Duo Unity“.
Nach dem Abschluss der Artistenschule trat Jenner mit dem Cirque Eloize von Juli 2014 bis Juli 2015 in der Show „Cirkopolis“ auf.
In den darauffolgenden Jahren trat sie mit ihrem Duo wie auch als Soloartistin auf und gewann die Goldmedaille und den Publikumspreis beim Internationalen Zirkusfestival in Albacete (Spanien) im Jahr 2019. Zu ihren wichtigsten Engagements zählen das Feuerwerk der Turnkunst 2018 (Deutschland), der Weihnachtszirkus Conelli 2019 (Schweiz) und das Moulin Rouge in Paris 2017 bis 2018 (Frankreich). 
Im Jahr 2024 startete sie erstmals bei Weltmeisterschaften und holte dabei im Cyr die Goldmedaille für Spanien. Das dabei verwendete Rad hat sie mit ihrem Trainer selbst gebaut.

## Engagements
- Circus Conelli Weihnachten 2019
- ZDF-Fernsehgarten Frühling  2019
- Höhner Rockin’ Roncalli Show 2016
- Moulin Rouge in Paris 2017–2018 und 2025

## Fernsehen
- Inken Pallas: Wagnis Artistenleben - Lea startet beim Cirque du Soleil. In: SWR Fernsehen (= Mensch Leute). Südwestrundfunk, 14. November 2022, 18:15 Uhr (online).